# 패왕별희 (영화)
《패왕별희》(Farewell My Concubine, 覇王別姬)는 1993년 중국의 천카이거 감독이 연출한 영화이다. 이벽화의 동명소설을 원작으로 하고 있으며, 원작자가 각본에도 참여하였다. 패왕별희는 사면초가와 함께 항우의 비극적인 말년을 담은 대표적인 고사이며, 이를 바탕으로 하는 경극 작품이 영화의 중요한 소재다. 제46회 칸영화제 황금종려상 수상 작품이며, 국내에도 1993년 12월에 개봉되었다.

## 등장인물
- 두지(청데이, 程蝶衣) - 장국영
- 시투(단샬로, 段小楼) - 장풍의
- 주샨(菊仙) - 공리

## 줄거리
1925년, 베이징 경극학교에 두지라는 소년이 들어오면서 이야기가 시작된다. 손가락이 잘리는 고통을 겪어가며 강제적으로 경극학교에 들어오게 된 두지는 여리고 내성적인 성격을 가진 미소년이었다. 그래서 여기저기서 짓궂은 장난을 당한다. 그런 두지를 곁에서 묵묵히 지켜주며 그의 마음을 열어주는 한 소년이 있었다. 경극학교에서 누구보다 씩씩하고 듬직한 시투였다. 길고도 힘든 훈련과정을 겪어가며 성장한 그들에게도 경극 배역이 주어지게 되고, 두지는 여자 역할을, 시투는 군인 역할을 맡게 된다. 패왕별희는 그들이 줄곧 연습해온 경극이다.
1937년 일본이 중국을 침략하던 때 청데이(두지)와 단샬루(시투)는 가장 유명한 경극 배우가 되어 있었고, 샬루는 홍등가의 유명한 창녀 주샨과 결혼을 약속한 사이가 되어 있었다. 그런 그들을 시기와 질투의 시선으로 바라보는 데이는 보란듯이 경극을 좋아하는 부유한 후원자 유안을 의지하게 되고, 샬루는 데이와의 약속마저 깨뜨리며 주샨과 결혼하게 된다. 점점 틀어지는 두 사람의 관계, 그리고 지울 수 없는 배신감을 느낀 데이는 결국 아편에 손을 대기 시작한다.
1945년 일본군이 물러가고 본토는 다시 국민당이 점거하게 되면서 대대적으로 친일 행위를 벌인 사람들은 간첩 행위로 기소당하게 된다. 데이는 일본군을 위해 노래했다는 이유로 간첩으로 기소되고, 그는 모든 것을 체념한다. 그러나 국민당의 한 고위 장교가 데이의 연기를 보기 위해 베이징을 방문하면서 다시 풀려나게 된다.
1949년 국공내전 때 국민당은 몰락하고, 본토는 공산화되었다. 이런 분위기 속에 본토는 다시 큰 변화를 겪게 된다. 열렬한 공산주의자인 양자 서의 냉철한 비난과 힐난을 받고 데이는 경극 배우 생활을 청산한다.
1966년 본토는 문화대혁명의 풍랑을 맞게 되고, 서가 이끄는 홍위병들에게 샬루는 인민 재판의 수모를 겪는다. 자아 비판 때문에 이성을 잃은 샬루는 데이의 동성애를 폭로하고, 이에 맞서 데이도 주샨의 과거를 폭로함으로써 서로의 관계는 완전히 틀어지게 된다. 또 두려움에 샬루가 단 한번도 주샨을 사랑한 적이 없었다고 증언함으로써 그녀를 자살로 이끌게 하기도 한다.
문화대혁명의 풍랑이 잦아든 1976년. 텅빈 경극장을 함께 걸어가는 데이와 샬루는 패왕별희의 마지막 공연을 앞두고 있었다. 끝까지 항우와 우희를 연기해왔던 두 사람의 운명은 결국, 항우와 우희의 운명과 같이 하게 되고,데이 역시 마지막 경극 무대의 완성을 위하여 스스로 목숨을 끊는다.

## 수상
- 제46회 칸영화제 황금종려상 (1993년)
- 제58회 뉴욕 비평가 협회 여우주연상(공리, 1993년)
- 제58회 뉴욕 비평가 협회 최우수 외국영화상(1993년)
- 제19회 LA 비평가 협회 외국어영화상 (1993년)
- 제15회 청룡영화제 외국영화상 (1994년)
- 제51회 골든 글로브 외국어영화상 (1994년)
- 제15회 런던 비평가 협회 외국어영화상 (1995년)

## 한국어 더빙 성우진(KBS, 1995년 1월 31일)
- 김승준 - 데이 (장국영)
- 신성호 - 샤로 (장풍의)
- 송도영 - 취선 (공리) / 소년 데이 (인쯔 / 마명위)
- 최병상 - 원대인 (갈우)
- 문옥현
- 유만준 - 나곤 (잉다)
- 탁원제
- 이윤선
- 이종구 - 관사부 (뤼지)
- 김민석 - 샤오쓰 (레이한)
- 문관일
- 조진숙

## 같이 보기
- 중국 영화
- 홍콩 영화